# René Lisbonne
Pour les articles homonymes, voir Lisbonne (homonymie).
René Johannan Samuel Lisbonne, né à Paris 9e le 6 octobre 1881 et mort au camp de concentration de Natzweiler-Struthof (Bas-Rhin) le 28 juillet 1943, est un éditeur et résistant français.

## Biographie
Il codirige la maison d'édition de son oncle Félix Alcan, qui porte à partir de 1910 le nom d'Éditions F. Alcan — R. Lisbonne. Avec plus de 20 000 ouvrages en catalogue, elle constitue au début du XXe siècle le principal fonds littéraire français. Un grand nombre d'auteurs majeurs de l'époque y furent publiés dont notamment Henri Bergson, Émile Durkheim et Pierre Janet. C'est l'une des quatre maisons d'édition qui donnent naissance aux Presses universitaires de France, où René Lisbonne est directeur de collection jusqu'en 1940, date à laquelle la loi lui interdit d'exercer parce que juif.
Au cours de la Première Guerre mondiale, il combat comme officier : il commande en tant que capitaine le 5e Bataillon du 254e R.I. en mai 1916 à Cumières-le-Mort-Homme.
Il est l'un des principaux animateurs avec Edmond Bloch de l'Union patriotique des Français israélites, une association fondée en 1934 .
Au début de la Seconde Guerre mondiale, il sert à nouveau dans l'armée régulière puis il entre en résistance et rejoint le réseau Marco Polo. Il est chargé d'organiser le regroupement et l'acheminement clandestins des Belges et des Hollandais pour rallier les Forces combattantes alliées. Il est arrêté par la Wehrmacht le 19 mars 1943 à Châteauneuf-les-Bains, puis interné au mitard de « La Mal Coiffée » de Moulins-sur-Allier (prison allemande) et à Fresnes. Il est déporté depuis Paris le 11 juillet 1943 à destination du camp de concentration de Natzweiler-Struthof sous statut Nacht und Nebel, matricule 4505. Il meurt sous les morsures des chiens et les coups du gardien SS Franz Ehrmanntraut, que les déportés appelaient le « veneur rouge » parce qu’il lançait
contre eux sa meute de chiens et surnommé aussi "Fernandel" par les prisonniers français à cause de sa ressemblance physique avec l'acteur.
René Lisbonne avait épousé en 1911 Marthe Netter, la fille du professeur Arnold Netter et de son épouse Esther Jeanne Lang. Il est le père de l'avocat et juriste Jean Lisbonne (1912-2004).

## Distinctions
- Officier de la Légion d'honneur
- Conseiller du commerce extérieur de la France
- Officier des Ordres de Léopold et l'Ordre de la Couronne (Belgique) à titre posthume en 1947
- Officier de l'ordre Polonia Restituta
- Croix de guerre 1914–1918
- Croix de guerre 1939–1945 avec étoile de vermeil à titre posthume en 1947
- Son nom est inscrit au Panthéon en tant qu'éditeur mort pendant la Seconde Guerre mondiale.